# Dersörarna
Dersörarna är öar i Finland. De ligger i Norra kvarken och i kommunen Malax i den ekonomiska regionen  Vasa i landskapet Österbotten, i den västra delen av landet. Öarna ligger omkring 25 kilometer sydväst om Vasa och omkring 370 kilometer nordväst om Helsingfors.
Arean för den av öarna koordinaterna pekar på är 41,2 hektar och dess största längd är 1,8 kilometer i nord-sydlig riktning.